# فراغ (عمارة)
الفراغ المعماري هو أحد عناصر التصميم المعماري، حيث تتم دراسة الفراغ بشكل مستمر لاستخدامه، ويتم إنشاء التصاميم المعمارية من خلال نحت الفراغ من الفراغ، وخلقه وتصميمه، تقسيمه باستخدام أدوات مختلفة، مثل الهندسة والألوان والأشكال، أي أنه الحيز الذي ينشأ بواسطة اجتماع وتكامل العناصر البنائية في الموقع سواء كانت داخل الموقع أو خارجه، لخلق تجربة وظيفية وجمالية في المكان، توضح علاقة الفرد وتفاعله مع المكان، وتلبي احتياجاته من الفراغ. ويشير الفضاء إلى الحجم أو المساحة المفتوحة بين المكونات الهيكلية.
تهدف الفراغات المعمارية إلى أن تكون جذابة من الناحية الجمالية وفعالة من الناحية الوظيفية، مع الأخذ في الاعتبار تجربة المستخدم والبيئة المحيطة والاستخدام المقصود للمساحة. لذلك، تعتبر المساحة المعمارية مهمة لتصميم المبنى ويمكن أن تؤثر بشكل كبير على قابلية الاستخدام الشاملة للمبنى وراحته وجاذبيته الجمالية، إنها سمة مميزة أساسية للهندسة المعمارية وتحدد كيفية العمل والتعايش والتفاعل مع البيئة المبنية.

## التاريخ

### عمارة مصر القديمة
تأثرت تصميم الفراغات المعمارية وتشكيلها في هذه الفترة بفكرة الحياة والموت البارزة في العمارة الفرعونية القديمة، وظهرت المساحات بحجم كبير جداً مما تم وصفها بغياب المقياس الإنساني، وذلك لإضفاء العظمة والسيطرة في المباني والكهونة الفرعونية، وكان المشكل الأساسي للفراغ المعاري في ذلك الوقت هو الاهتمام بالأحجام الكبيرة للمساحات، وطريقة تداخلها وعلاقتها الكتلية، وقاموا بإنشاء الأعمدة الضخمة والعتبات الحجرية والمقابر، التي عكست رمزيتهم وأفكارهم، اهتمو بسماكة الجدران وقوتها، وركزوا على أن تكون الفتحات في المباني قليلة جداً في الفراغات الخارجية، وكان التركيز أكثر على الخارجي دون الفراغات الداخلية.

### العمارة اليونانية
اهتم الإغريقيون بالفراغات المفتوحة والطبيعة المحيطة بها، واهتمو بتفاصل المباني والنسب والحجم، اتسمت العمارة اليوناينة بالشكل المنتظم في فراغاتها المعمارية، حيث كانت تكون على شكل مستطيل متماثل حول محور رئيسي، اهتمو بعمل فراغ منظوري في معابدهم حيث يوجه النظر نحو المعبد، وعبروا في عمارتهم عن الرشاقة والدقة.

### العمارة الرومانية
تميزت الفراغاات المعمارية عند الرومان بالتنظيم والمنطقية المتجانسة، وبدأت مرحلة التوسع بالفراغات المعمارية للتناسب مع الوظائف الجديدة للمباني، وظهرت الساحات الواسعة التي استخدمت لأغراض أخرى تجارية، أو للاحتفالات، وليس فقط للمراسم والطقوس الدينية كما في المعابد اليونانية.

### المسيحية المبكرة
في هذه الفترة ظهرت البساطة في الفراغات المعمارية وتشكيلها، والإنشاءات البسيطة في الفراغات الداخلية كالقباب والعقود النصف دائرية. اتجهت الفراغات في محور واحد طويل مع المدخل بدلًا من المحوران المتماثلان كما في البازيلكا الرومانية.

### العمارة البيزنطية
استمرو في استخدام المحور الطولي، واتضحت مركزية الفراغ المعماري في استخدام القباب بأحجام مختلفة، مع مراعاة الحجم الإنساني والنسب داخل الفراغ وامتداده للداخل من المركز إلى الحوائط الجانبية كنوع من الاستمرارية في الفراغ.

### العمارة الرومانسكية
عكست المباني في الفترة قوة العقيدة المسيحية التي انتصرت في البلدان الأوربية، في تشكيل الفراغات الداخلية عملوا على تطوير البازيلكا الرومانية، وتميزت الجدران الداخلية باستخدام الحلقات ثلاثية الأبعاد بتعطي احساس بالتعقيد والتركيب، واستخدمت أيضاً العقود المتقاطعة.

### العمارة القوطية
جمعت هذه العمارة بين مجموعة من المعالجات المعمارية كالإنشاء، والفراغ، والكتلة، والزخرفة، وتميزت في الارتفاع الكبير للمباني والكاتردائيات وذلك يعود للمواد التي استخدموها في البناء، واستخدام التعقيدات الإنشائية واستخدام العقود المدببة، وبذلك ظهر التوسع الرأسي في الفراغات المعمارية.

### العمارة الإسلامية
برز في العمارة الفناء والذي يعتبر الجزء المكشوف من الفراغات المعمارية، وهو العنصر المنظم لعملية التصميم، حيث ينظم الفراغات الداخلية في إطار غير منتظم، ويظهر التداخل بين الفراغات المفتوحة والمسقوفة، وتأثرت الفراغات المعمارية بالزخارف النباتية والأشكال الهندسية المنتظمة والخط العربي.

## أنواع الفراغ المعماري
يتم إنشاء المساحات التي يمكن استخدامها للعيش، أو العمل، أو الطبخ، أو النوم من خلال الاستفادة من الجدران والأسقف والأرضيات، تنقسم المساحات أو الفراغات المعمارية إلى فئات متعددة، مثل العامة والخاصة وشبه الخاصة، ويمكن العثور عليها داخل المبنى وخارجه.
- الفراغات العامة هي المناطق المفتوحة والتي يمكن لعامة الناس الوصول إليها، مثل الساحات العامة أو الحدائق أو الشوارع.
- الفراغات الخاصة هي مناطق مثل غرف النوم والحمامات والمكاتب المخصصة للاستخدام من قبل شخص أو مجموعة معينة.
- الفراغات شبه الخاصة، مثل المكتبات المدرسية أو غرف الانتظار في المستشفيات، مخصصة للاستخدام من قبل أشخاص أو مجموعات معينة ولكنها مع ذلك مفتوحة لعامة الناس.

## عناصر الفراغ المعماري
الفراغ عنصر ديناميكي يشكل تجاربنا في البيئات المبنية، يُعالج المهندسون المعماريون الفراغ من خلال عدة عناصر تؤثر في كيفية تفاعلنا مع المحيط ومنها:
الوظيفة عند تخطيط المبنى، يجب أن تأتي وظيفة المساحة دائمًا في المقام الأول، سواء كان المنزل أو العمل أو المنطقة العامة، يجب تخطيط المساحة لتناسب متطلبات المستخدمين.
النسبة لتوفير شعور بالانسجام والتوازن، يجب دراسة نسب المساحات والمكونات المختلفة داخل المبنى بعناية، يمكن أن يؤدي استخدام اللون والضوء والمساحة إلى تحقيق ذلك. 
الضوء الطبيعي يعد استخدام الضوء الطبيعي عنصرًا أساسيًا في البيئات المصممة جيدًا، يمكن استخدام الضوء الطبيعي لجعل المنطقة أكثر إشراقًا وأكثر ترحيبًا بالإضافة إلى توفير انطباع بالعمق والمساحة، و الضوء الطبيعي هو طريقة أخرى تؤثر بها الهندسة المعمارية على السلوك البشري، لقد ثبت أن التعرض للضوء الطبيعي يحسن المزاج والإنتاجية والرفاهية، غالبًا ما يتم تصميم المباني بنوافذ كبيرة ومناور وفتحات أخرى تسمح للضوء الطبيعي بالدخول إلى الفراغ. كما أنهم يستخدمون مواد وألوان تعكس الضوء الطبيعي وتضخمه، مما يؤدي إلى خلق جو مشرق ومبهج.
المواد يمكن أن يتأثر المظهر الوظيفي والجمالي العام للمبنى بشكل كبير بالمواد المستخدمة في بنائه، في حين أن المواد المعاصرة مثل الفولاذ والزجاج يمكن أن تنقل إحساسًا بالأناقة والحداثة، فإن العناصر الطبيعية مثل الخشب والحجر يمكن أن تثير مشاعر الراحة والدفء.  
اللون قد يثير اللون مشاعر الحماس والطاقة بالإضافة إلى الشعور بالراحة والدفء، بالإضافة إلى ذلك، يمكن استخدام الألوان لإثارة مشاعر الاسترخاء والهدوء بالإضافة إلى الجاذبية البصرية والإثارة.  
المرونة يجب أن تكون المناطق المصممة جيدًا قابلة للتكيف بما يكفي لاستيعاب مجموعة متنوعة من الاستخدامات في المستقبل، ويمكن تحقيق ذلك من خلال تصميم مساحات قابلة للتكيف بسهولة لتلبية الاحتياجات المتغيرة، أو باستخدام الإضاءة والأثاث المرن.  
إمكانية الوصول يجب أن يكون الجميع، بما في ذلك الأشخاص ذوي الإعاقة، قادرين على استخدام المساحات المصممة جيدًا، ويمكن تحقيق ذلك من خلال استخدام المداخل الواسعة والمنحدرات والمصاعد واللافتات والإضاءة الواضحة بسهولة.  

## تجربة الفرد في الفراغ
للمساحة والتصميم تأثير عميق على السلوك البشري، حيث يشكلان أفكارنا وعواطفنا وأفعالنا بطرق قد لا ندركها دائمًا، ويمكن لترتيب المساحات المادية، مثل الهندسة المعمارية والتصميم الداخلي والتخطيط الحضري، أن يثير حالات مزاجية مختلفة ويثير سلوكيات معينة، على سبيل المثال، يمكن لمساحة العمل المصممة جيدًا والتي تتمتع بوفرة من الضوء الطبيعي والأثاث المريح أن تعزز الإنتاجية والإبداع، في حين أن البيئة المزدحمة وغير المنظمة قد تؤدي إلى مشاعر التوتر وتعيق التركيز، وبالمثل فإن تخطيط الأماكن العامة، مثل الحدائق والساحات العامة، يمكن أن يؤثر على التفاعلات الاجتماعية والمشاركة المجتمعية، ومن خلال فهم تأثير الفراغ والتصميم على السلوك البشري، يمكننا إنشاء بيئات تعزز الرفاهية، وتشجع التفاعلات الإيجابية، وتعزز الشعور بالانتماء.
يمتد تصميم المساحة إلى ما هو أبعد من سماتها المادية ويشمل عناصر مثل أنظمة الألوان والإضاءة والصوتيات وحتى ترتيب الأشياء داخل المساحة. يمكن أن تثير خيارات التصميم هذه استجابات عاطفية وتؤثر على مزاجنا وسلوكنا، على سبيل المثال، يمكن للألوان الدافئة مثل الأحمر والبرتقالي أن تخلق إحساسًا بالطاقة والإثارة، في حين أن الألوان الباردة مثل الأزرق والأخضر يمكن أن تعزز الاسترخاء والهدوء، بالإضافة إلى ذلك، فإن استخدام العناصر الطبيعية، مثل دمج المساحات الخضراء أو المواد الطبيعية، يمكن أن يعزز مشاعر الارتباط بالبيئة ويعزز الرفاهية. من خلال فهم التأثير النفسي لخيارات التصميم، يمكن للمهندسين المعماريين والمصممين والمخططين إنشاء مساحات تدعم السلوكيات المرغوبة، سواء كان ذلك تشجيع التعاون في مكان العمل، أو الاسترخاء في بيئة الرعاية الصحية، أو التفاعل الاجتماعي في مكان التجمع العام.